# Bel-Air-Val-d'Ance
Bel-Air-Val-d'Ance es una comuna nueva francesa situada en el departamento de Lozère, de la región de Occitania.

## Historia
Fue creada el 1 de enero de 2019, en aplicación de una resolución del prefecto de Lozère de 28 de septiembre de 2018 con la unión de las comunas de Chambon-le-Château y Saint-Symphorien, pasando a estar el ayuntamiento en la antigua comuna de Chambon-le-Château.

## Demografía
Según los datos aportados en la resolución del prefecto de Lozère, la comuna se crea con 534 habitantes.

## Composición
| Comuna fusionada   | Código INSEE | Población (2016) | Superficie (km²) | Densidad (hab./km²) |
| ------------------ | ------------ | ---------------- | ---------------- | ------------------- |
| Chambon-le-Château | 48038        | 291              | 8.12             | 36                  |
| Saint-Symphorien   | 48184        | 226              | 33.28            | 6.8                 |